# التمرير (الفن)

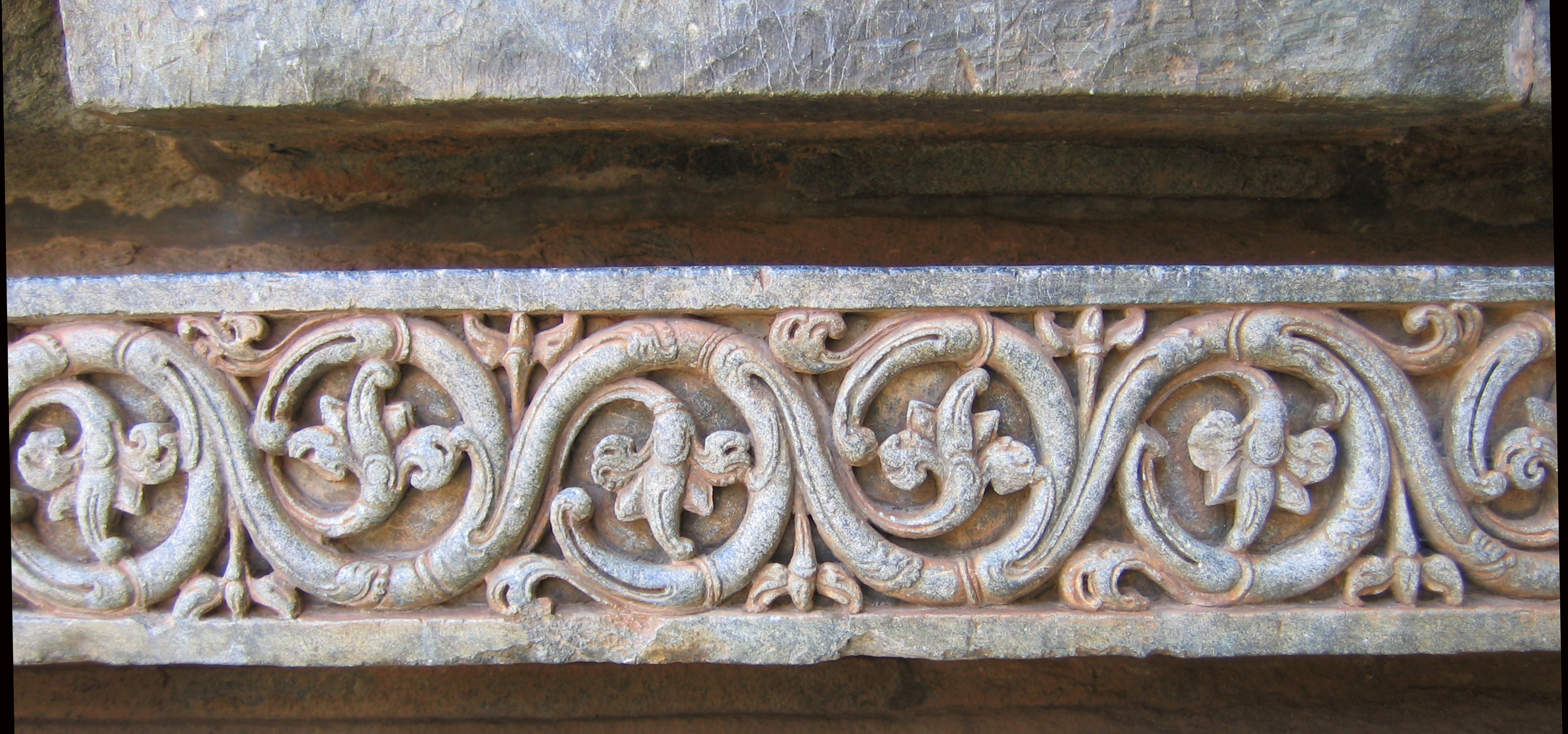
مجموعة من الزخارف التمريرية السائدة في معبد هويساليسوارا الهندي الذي يعود تاريخه إلى القرن الثاني عشر

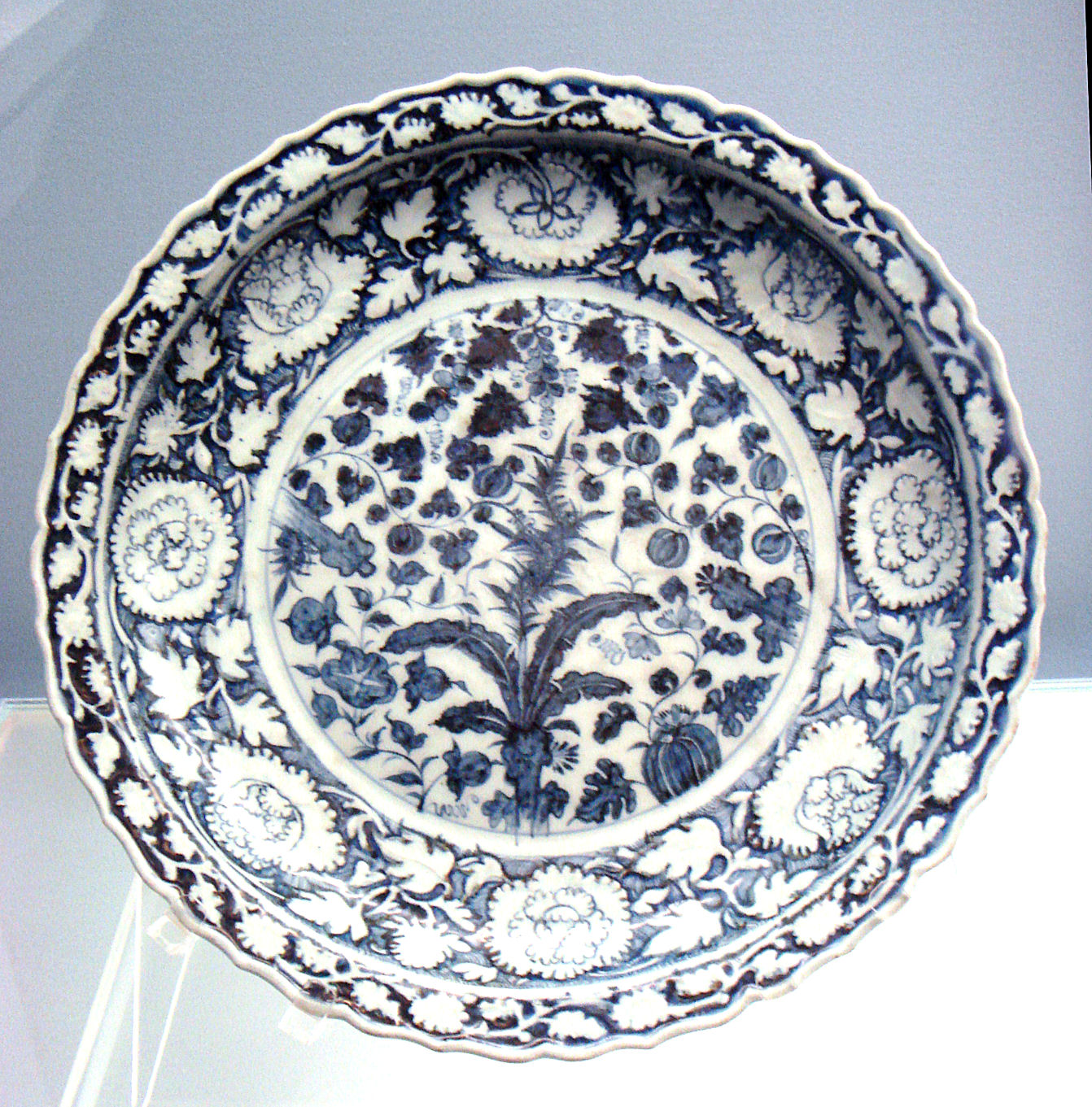
لوحة صينية، جينغدتشن ، 1271–1368، مع ثلاث مناطق من اللفائف المزينة بالزهور

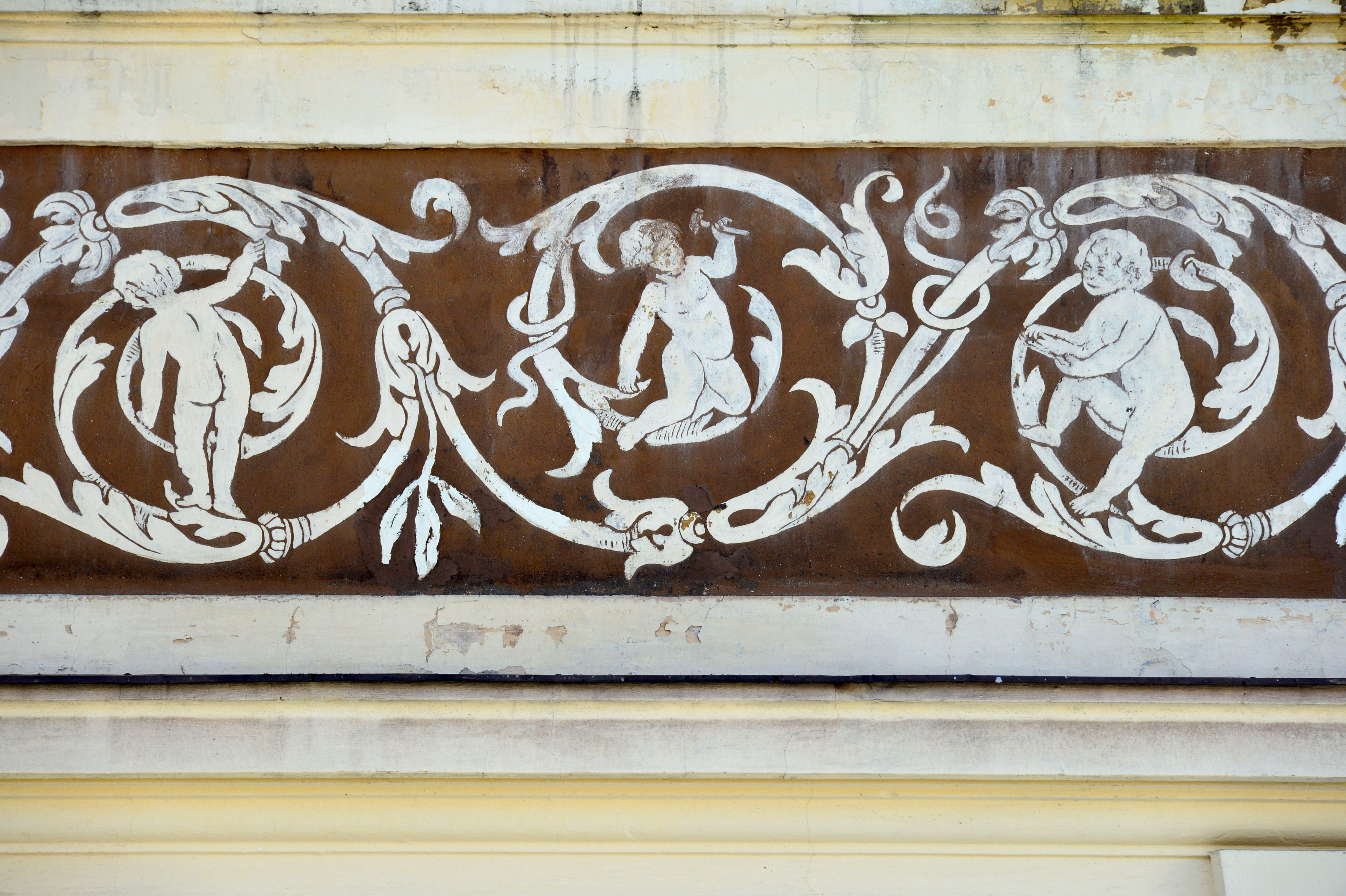
إفريز حلزوني نمساوي مأهول، يرجع إلى تسعينيات القرن التاسع عشر

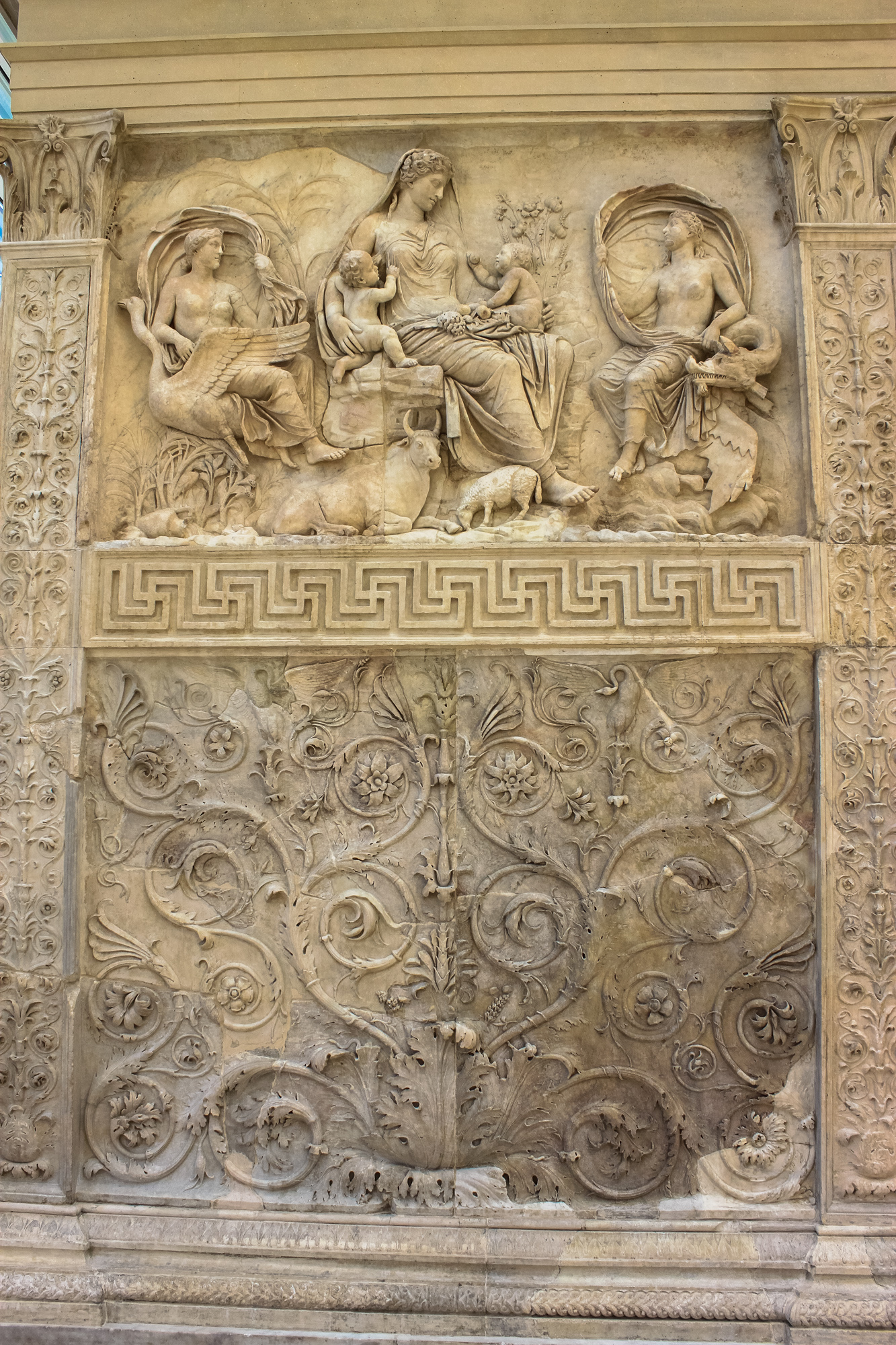
"لوحة Tellus" من آرا باسيس ، روما، ج. 27 م. لوحة تمرير منتشرة بالأسفل، وأشكال تمريرية تنطلق من جذع مستقيم في اللوحات الجانبية، وشريط حدودي من المتشابكات أسفل الأشكال.

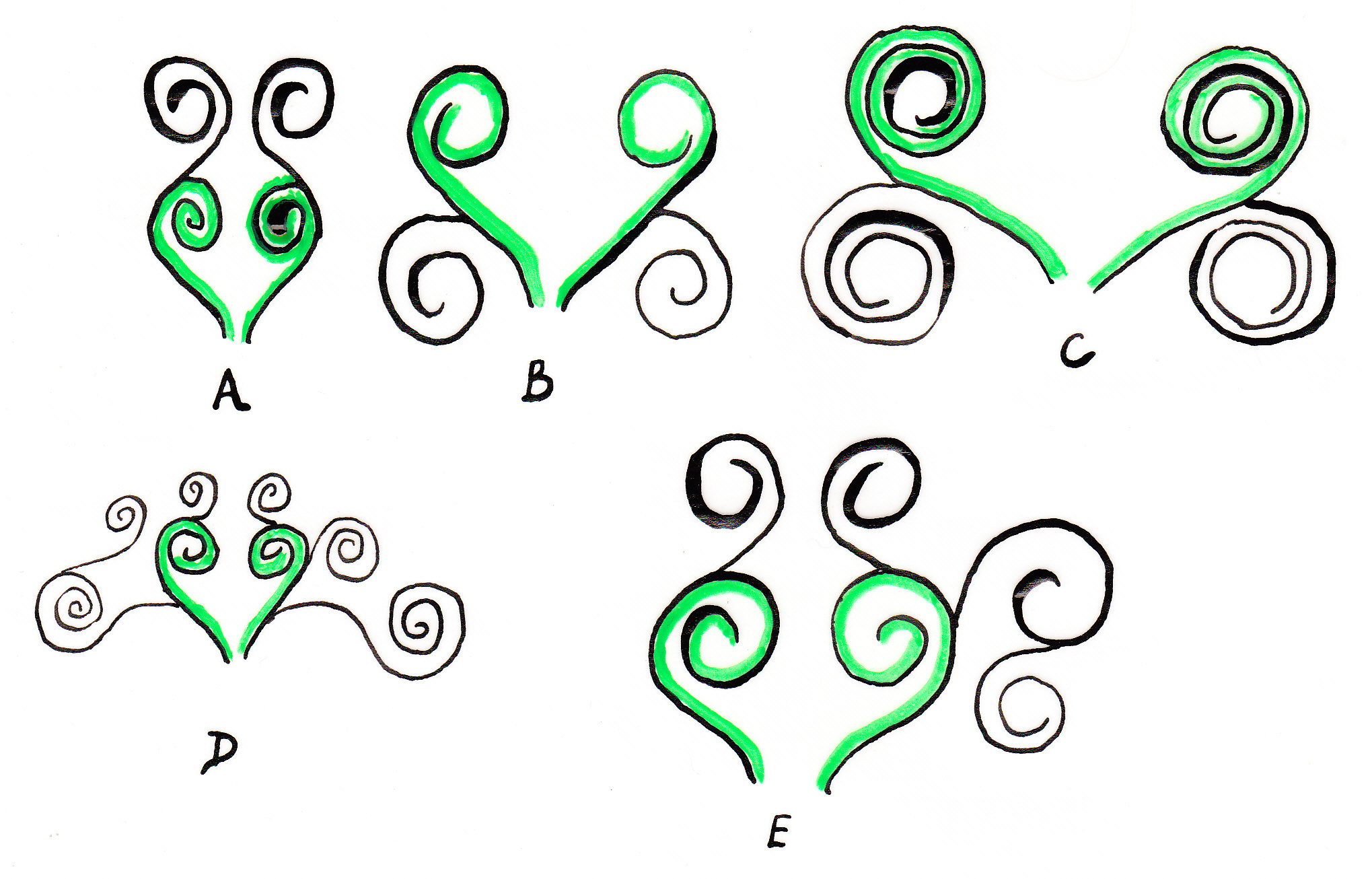
أمثلة على أحد الأشكال الأساسية للمخطوطة، مأخوذة من الآثار الموجودة. لاحظ العنصر الأساسي المشترك للحلقات الحلزونية والساق على شكل قلب، والمظللة باللون الأخضر.
مفتاح: *E: آرا باسيس ، النحت، ج. 27 م * ب: قصر ماتي ، روما، نقش بارز على الجص، القرن الثاني * د: لاتران، روما، قوات الأمن الخاصة. روفينوس وسيكوندوس، فسيفساء، القرن الرابع *أ: قبة الصخرة، القدس، فسيفساء، 691-2 *ج: سان كليمنتي، روما، فسيفساء، ج. 1200

التمرير هو عنصر فني من عناصر الزخرفة والتصميم الجرافيكي الذي يتميز بزخارف حلزونية ومتدحرجة غير مكتملة، بعضها يشبه المنظر من الحافة لكتاب أو مستند في شكل تمرير، على الرغم من أن العديد من الأنواع عبارة عن مخطوطات نباتية، والتي تمثل النبات بشكل فضفاض مثل الكروم، مع أوراق الشجر أو الزهور المرفقة. التمرير هو مصطلح يطلق على بعض أشكال الزخرفة التي تهيمن عليها اللفائف الحلزونية، والتي تستخدم اليوم في اللغة الشعبية للزخارف الزخرفية ثنائية الأبعاد والأرابيسك بجميع أنواعها، خاصة تلك ذات الأشكال الدائرية أو الحلزونية.
استخدمت زخرفة التمرير لتزيين مجموعة واسعة من الأشياء، في جميع الثقافات الأوراسية، ومعظمها خارجها. حيث اتخذ التطور المطول على مدى الألفي عام الماضية أشكالًا من الزخارف المخطوطة النباتية بدءًا من الهندسة المعمارية اليونانية الرومانية وحتى الفخار الصيني، ثم العودة عبر أوراسيا إلى أوروبا. وهي منتشرة بشكل كبير في الزخرفة المعمارية الداخلية، ونحت الخشب، والسيراميك الملون، والفسيفساء، والمخطوطات المضيئة (في الغالب للحدود).
في التقليد الفني الذي جرت عليه العادة، يظهر أن اللفائف لا تخضع لقوى الجاذبية، كما هو الحال معالأكاليل، أو تعارضها، على طريقة الأشجار التي تنمو عموديًّا. وهذا يمنح اللفائف قوة لا هوادة فيها. وحتى لو عُلِّقَت على الجدران، فإنها أكثر قوة. متجذرة بعمق في النظام المعماري أكثر من الإكليل المعلق عليها بشكل وهمي. 